# Saint-Pierre-d'Oléron
Saint-Pierre-d'Oléron es una población y comuna francesa, situada en la región de Nueva Aquitania, departamento de Charente Marítimo, en el distrito de Rochefort. Es el chef-lieu y mayor población del cantón de Saint-Pierre-d'Oléron.
Se encuentra en la isla de Oléron, de la que suele considerarse la capital.

## Demografía
| 4025 | 4258 | 4604 | 4782 | 5365 | 5944 |
| Para los censos de 1962 a 1999 la población legal corresponde a la población sin duplicidades (Fuente: INSEE [Consultar]) |      |      |      |      |      |

## Hermanamientos
- Cariñena, España